# Walckenaeria nepalensis
Walckenaeria nepalensis este o specie de păianjeni din genul Walckenaeria, familia Linyphiidae, descrisă de Jörg Wunderlich în anul 1972.
Este endemică în Nepal. Conform Catalogue of Life specia Walckenaeria nepalensis nu are subspecii cunoscute.